# Гален (лунный кратер)
Кратер Гален (лат. Galen) — маленький ударный кратер в месте слияния гор Апеннины и Гемских гор в северном полушарии на видимой стороне Луны. Название присвоено в честь римского медика, хирурга и философа Галена (ок.129 — ок.200) и утверждено Международным астрономическим союзом в 1973 г. 

## Описание кратера
Ближайшими соседями кратера являются кратер Конон на западе; кратер Арат на севере-северо-западе, кратер Джой на северо-северо-востоке, кратер Хорнсби на востоке-северо-востоке; кратеры Боуэн и Сульпиций Галл на юго-востоке; кратер Янгель на юге. Кратер Гален находится в месте слияния гор Апеннины и Гемских гор и его окрестности изобилуют интересными структурами. На северо-западе от кратера находится Болото Гниения, на востоке Море Ясности, на юго-востоке Озеро Ненависти, на юге Озеро Счастья, на юго-западе Залив Верности Моря Паров. Также на западе от кратера находится пик Брэдли; на северо западе пик Хэдли-Дельта, пик Хэдли и борозда Хэдли; на востоке борозды Сульпиция Галла; на юге пик Агнесс; на юго-западе борозда Конона. Селенографические координаты центра кратера 21°57′ с. ш. 4°58′ в. д. / 21,95° с. ш. 4,96° в. д., диаметр 9,2 км, глубина 1,5 км.
Кратер имеет чашеобразную форму с острой кромкой вала, практически не затронут эрозией. Дно чаши кратера имеет альбедо меньшее чем склоны кратера. Среднее возвышение вала 370 м, объем кратера составляет приблизительно 40 км³. По морфологическим признакам кратер относится к типу ALC (по наименованию типичного представителя этого типа — кратера Аль-Баттани C).
До своего переименования в 1973 г. кратер именовался сателлитным кратером Арат А.

## Сателлитные кратеры
Отсутствуют.